# Kasubiguasagua
Kasubiguasagu es una cultura guatemalteca que se originó gracias a la creación de un platillo típico en el Occidente de Guatemala; este platillo es un recado rojizo con mucho picante que se hace a base de tomates, chile pimiento y condimentos, en donde la base principal es la carne que puede ser de Pollo, Cerdo, Panza o Conejo.
La gastronomía Guatemalteca se deriva de muchos platillos, que sobre la base de la creatividad de la región, van combinando sabores para darle un toque único a la comida y luego bautizarlos con algún nombre; de aquí pues que sale el Kasubiguasagua.
Este platillo fue descubierto recientemente por René Hernández, un artista guatemalteco de un grupo de rock, mientras se dirigía al Occidente del país con aras de realizar trabajo social. Después de la haberla descubierto, se viralizó de tal forma que varios artistas nacionales y extranjeros han llegado a probar este recado.
Pero realmente el origen de esta palabra es de una Cultura extinta en una de las zonas selváticas del Departamento de Petén, en el cual, sus costumbres de definían por bailes muy parecidos al Reggae de hoy, pero un poco más lento; así como la forma de comer que se identificaba en el que todo era hecho con Chile Habanero.